# Рождественский, Михаил Васильевич
Михаи́л Васи́льевич Рожде́ственский (1 [14] октября 1901, Перегино, Старорусский уезд, Новгородская губерния — 27 сентября 1988, Ленинград) — протоиерей, деятель иосифлянского движения. После отделения от митрополита Сергия (Страгородского) в течение всей жизни не состоял в общении с клириками Московского Патриархата, совершая лишь тайные священнослужения.

## Биография
Родился 1 (14) октября 1901 года в семье священника. Его старший брат Измаил также впоследствии станет священником.
В 1917 году окончил Петрозаводскую духовную семинарию. После этого в 1917—1919 годы жил в Новгородской губернии, занимаясь хозяйством.
В 1919—1920 годах работал учителем сельской школы.
В 1920—1923 годах служил рядовым в Красной армии. В 1924 году осуждён на 1 год лишения свободы за дезертирство.
В 1925 году хиротонисан во диакона. В конце 1925 года митрополитом Иосифом (Петровых) был хиротонисан во пресвитера.
Переехал к Измаилу в Стрельну, служил в Спасо-Преображенской церкви, около 2-х лет учился на Высших богословских курсах, организаванных при Исидоровской церкви (ректор протоиерей Николай Чуков).
В декабре 1927 года подписал акт отделения ленинградского духовенства от митрополита Сергия.
После ареста брата, с 25 февраля 1928 года — настоятель Спасо-Преображенской церкви в Стрельне.
В конце 1929 года арестован, отправлен на строительство Беломоро-Балтийского канала. Освобождён в 1938 году без права проживания в столичных городах, однако стал нелегально жить в Петербурге, проводя тайные богослужения. Во время блокады продолжал жить в Ленинграде, не имея права на получения питания.
В 1943 году арестован, но по случаю прорыва блокады смертная казнь заменена 10 годами Воркутинских лагерей. 22 октября 1951 года вновь арестован и осуждён 4 декабря 1951 года спецлагсудом ИТЛ «Ж» МВД СССР по ст. 58-10 ч.1 УК РСФСР на дополнительные 10 лет лишения свободы и 5 лет поражения в правах (КомиКП-7 ч.2). Заключение отбывал в Речлаге (ЛО № 10, 3; посёлок Юршор). В 1955 году в силу «дистрофического состояния» отпущен на поруки сына в город Печоры, где 2 года жил в землянке и служил в домовой церкви.
В 1957 году переехал в Брянскую область, продолжая оставаться под надзором, тайно совершал богослужения.
В 1962 году последовал обыск, арест и строжайшее требование прекратить службы. С этого времени регулярные службы прекратил, совершая, в основном, требы по разным городам и населённым пунктам.
В 1981—1982 годы рассматривался в качестве кандидата в епископы Русской Православной Церкви заграницей для СССР, однако таким епископом стал Лазарь (Журбенко), с которым о. Михаил не имел общения.
Во время аварии на чернобыльской АЭС в 1986 году находился у в Белоруссии и попал в зону радиоактивного загрязнения, что окончательно подорвало его здоровье.
Умер 27 сентября 1988 года в Ленинграде. Похоронен на Вревском кладбище Луги. По поручению митрополита Виталия (Устинова) заочное отпевание о. Михаила совершил протоиерей Константин Фёдоров.